# Tinteromus omani
Tinteromus omani är en insektsart som beskrevs av Carolina Godoy och Webb 1994. Tinteromus omani ingår i släktet Tinteromus och familjen dvärgstritar. Inga underarter finns listade i Catalogue of Life.